# Décès en juin 1997
Décès
- 1993
- 1994
- 1995
- 1996
- 1997
- 1998
- 1999
- 2000
- 2001

Pour une information complémentaire, voir la page d'aide.

| Date     | Nom                      | Activités                                                             | Âge | Source |
| -------- | ------------------------ | --------------------------------------------------------------------- | --- | ------ |
| 1er juin | Nikolaï Tikhonov         | ancien premier ministre soviétique                                    | 92  |        |
| 1er juin | Robert Serber            | physicien nucléaire américain                                         | 88  |        |
| 1er juin | William Eastlake         | romancier américain                                                   | 79  |        |
| 1er juin | Doc Cheatham             | trompettiste de jazz américain                                        | 91  |        |
| 2 juin   | Zhang Jun                | ingénieur en aérospatial chinois                                      | ?   |        |
| 2 juin   | Francisco Messina        | Trésorier du chef suprême de la mafia italienne                       | ?   |        |
| 2 juin   | Kenneth William McNaught | historien canadien                                                    | ?   |        |
| 2 juin   | Helen Jacobs             | joueuse de tennis américaine                                          | 88  |        |
| 3 juin   | Dennis James             | animateur d’émissions de télévision américain                         | 79  |        |
| 3 juin   | Salvatore Fiume          | peintre, sculpteur, architecte, écrivain et créateur de scène italien | 81  |        |
| 3 juin   | Maire MacDonagh          | dirigeante syndicaliste irlandaise                                    | 79  |        |
| 4 juin   | Ronnie Lane              | guitariste britannique                                                | 51  |        |
| 4 juin   | Beatrice Esau            | botaniste américaine                                                  | 99  |        |
| 4 juin   | Harvey Dubs              | boxeur canadien                                                       | 75  |        |
| 4 juin   | Ángel Cabral             | guitariste, compositeur et chanteur argentin                          | 85  |        |
| 4 juin   | Pedro Zaballa            | footballeur international espagnol                                    | 58  |        |
| 5 juin   | Ron Collister            | homme de radio et de télévision canadien                              | 69  |        |
| 5 juin   | Jay Anthony Lukas        | auteur et journaliste américain                                       | 64  |        |
| 5 juin   | Jean-Pierre Houle        | auteur et journaliste québécois                                       | ?   |        |
| 7 juin   | Lucien Poirier           | organiste québécois                                                   | ?   |        |
| 7 juin   | André Dalibert           | acteur français                                                       | ?   |        |
| 7 juin   | Jacques Canetti          | producteur et directeur artistique français                           | 88  |        |
| 7 juin   | Peter Binswanger         | juriste suisse                                                        | ?   |        |
| 8 juin   | Amos Tutuola             | écrivain nigérian                                                     | 77  |        |
| 8 juin   | Tin Shwe                 | militant birman                                                       | ?   |        |
| 8 juin   | Raymond Poggi            | homme d’affaires français                                             | 59  |        |
| 8 juin   | Reid Shelton             | Acteur américain.                                                     | 72  |        |
| 8 juin   | André Harris             | journaliste et cinéaste français                                      | 63  |        |
| 8 juin   | Norman Cleaveland        | joueur de rugby américain                                             | 96  |        |
| 9 juin   | Jacques Vabre            | torréfacteur français                                                 | 76  |        |
| 9 juin   | Robert Pône              | météorologue français                                                 | 85  |        |
| 9 juin   | Li Shuxian               | veuve du dernier empereur chinois                                     | 72  |        |
| 9 juin   | Stanley Knowles          | politicien canadien                                                   | 88  |        |
| 9 juin   | Karoly Bajko             | lutteur soviétique                                                    | ?   |        |
| 10 juin  | André Leroux             | peintre français                                                      | 85  |        |
| 10 juin  | Son Sen                  | homme politique cambodgien                                            | 67  |        |
| 10 juin  | Yun Yat                  | militante politique cambodgien                                        | ?   |        |
| 11 juin  | Kurt Stöpel              | coureur cycliste allemand                                             | 89  |        |
| 11 juin  | Jill Neville             | romancière britannique                                                | 65  |        |
| 11 juin  | Maurice Marcellino       | compositeur américain                                                 | 84  |        |
| 11 juin  | Gonzalo Fonseca          | sculpteur américain                                                   | 74  |        |
| 11 juin  | Michel Debatisse         | syndicaliste français                                                 | 78  |        |
| 12 juin  | Son Sen                  | Ministre de la Défense cambodgien                                     | ?   |        |
| 12 juin  | Boulat Okoudjava         | auteur-compositeur-interprète russe                                   | 73  |        |
| 12 juin  | Paul Nowak               | chroniqueur québécois                                                 | 61  |        |
| 12 juin  | Vittorio Mussolini       | producteur italien, fils de Benito Mussolini                          | 81  |        |
| 12 juin  | Colette Magny            | chanteuse française                                                   | 72  |        |
| 12 juin  | Serge Bricianer          | militant communiste français                                          | 74  |        |
| 12 juin  | Rémy Bourlès             | dessinateur français                                                  | ?   |        |
| 12 juin  | Chuck Andrus             | contrebassiste de jazz américain                                      | 68  |        |
| 13 juin  | Aaron Doff               | producteur américain                                                  | 76  |        |
| 13 juin  | Al Berto                 | poète portugais                                                       | ?   |        |
| 14 juin  | Michael O'Herlihy        | réalisateur irlandais                                                 | 68  |        |
| 14 juin  | Richard Jaeckel          | Acteur américain.                                                     | 70  |        |
| 14 juin  | Pierre Grappin           | germaniste français                                                   | ?   |        |
| 14 juin  | Marjorie O. Best         | costumière américaine                                                 | 94  |        |
| 15 juin  | Attilio Redolfi          | coureur cycliste italien, naturalisé français                         | 73  |        |
| 15 juin  | Edmond Leburton          | ancien premier ministre belge                                         | 82  |        |
| 15 juin  | Kim Casali               | dessinatrice britannique                                              | 55  |        |
| 16 juin  | Gerd Wenzinger           | médecin et tueur en série allemand                                    | ?   |        |
| 16 juin  | Sue Sumii                | écrivain japonais                                                     | 95  |        |
| 16 juin  | Elizabeth McBride        | costumière américaine                                                 | 42  |        |
| 16 juin  | Gaston Mandeville        | auteur-compositeur-interprète québécois                               | 40  |        |
| 16 juin  | Camillo Jelmini          | homme politique suisse                                                | ?   |        |
| 16 juin  | Rolf Ericson             | trompettiste de jazz suédois                                          | 74  |        |
| 17 juin  | Benjamin Zemach          | danseur et chorégraphe américain                                      | 95  |        |
| 17 juin  | Lev Kopelev              | écrivain dissident soviétique                                         | 85  |        |
| 17 juin  | Frances Foster           | actrice américaine                                                    | 73  |        |
| 18 juin  | Edmond Leburton          | homme politique belge                                                 | 82  |        |
| 18 juin  | Bobby Helms              | chanteur de rock and roll américain                                   | 61  |        |
| 18 juin  | Olga Georges-Picot       | actrice et mannequin française                                        | ?   |        |
| 18 juin  | Hector Yazalde           | footballeur argentin                                                  | 53  |        |
| 19 juin  | John M. McDonald         | sénateur canadien                                                     | 91  |        |
| 19 juin  | Robert Lapalme           | caricaturiste québécois                                               | 89  |        |
| 19 juin  | Robert Henrion           | homme politique belge                                                 | 81  |        |
| 20 juin  | Lawrence Payton          | acteur, chanteur et musicien américain                                | 59  |        |
| 20 juin  | Shintaro Katsu           | acteur japonais                                                       | 65  |        |
| 20 juin  | John Akii-Bua            | athlète ougandais                                                     | 47  |        |
| 21 juin  | Fidel Velasquez          | patriarche du syndicalisme mexicain                                   | 97  |        |
| 21 juin  | Karl Ridderbusch         | basse allemande                                                       | 65  |        |
| 22 juin  | Gérard Pelletier         | journaliste et politicien québécois                                   | 78  |        |
| 22 juin  | Don Henderson            | acteur britannique                                                    | 65  |        |
| 22 juin  | Ted Gärdestad            | auteur suédois                                                        | 41  |        |
| 22 juin  | Louis Fortin             | homme de radio et comédien québécois                                  | 69  |        |
| 22 juin  | William Slater Brown     | romancier américain                                                   | 100 |        |
| 23 juin  | Betty Shabbaz            | veuve du militant américain Malcolm X                                 | 61  |        |
| 23 juin  | Rosina Lawrence          | actrice canadienne                                                    | 84  |        |
| 23 juin  | Edmund Harry Botterell   | neurochirurgien canadien                                              | 91  |        |
| 24 juin  | Jacques Van der Schueren | homme politique belge                                                 | 75  |        |
| 24 juin  | Leonard Strang           | pédiatre britannique                                                  | 72  |        |
| 24 juin  | Brian Keith              | Acteur américain.                                                     | 75  |        |
| 24 juin  | Don Hutson               | footballeur américain                                                 | 84  |        |
| 25 juin  | Bernard Lathière         | président français de Airbus Industrie                                | ?   |        |
| 25 juin  | Jacques-Yves Cousteau    | explorateur français                                                  | 87  |        |
| 25 juin  | Serge Michel             | journaliste français                                                  | 74  |        |
| 26 juin  | Israel Kamakawiwoʻole    | musicien et chanteur Hawai                                            | 38  |        |
| 26 juin  | Kwan Tak-hing            | acteur chinois                                                        | 91  |        |
| 26 juin  | André Pierrard           | ancien député français                                                | 80  |        |
| 27 juin  | Jean-Baptiste Brunon     | homme ecclésiastique français                                         | 73  |        |
| 28 juin  | Friedrich von Mellenthin | ancien chef allemand des renseignements du maréchal Rommel            | 92  |        |
| 28 juin  | George Harrison Marks    | photographe et cinéaste britannique                                   | 71  |        |
| 29 juin  | William Hickey           | Acteur américain.                                                     | 69  |        |
| 29 juin  | Ian Clarke               | joueur de rugby néo-zélandais                                         | ?   |        |
| 29 juin  | Jean Boyé                | peintre français                                                      | 67  |        |
| 30 juin  | Lucien Mazenot           | éditeur français                                                      | ?   |        |
| 30 juin  | Bruno Le Moult           | homme d’affaires français                                             | 47  |        |
| 30 juin  | Sylvia Crowe             | paysagiste britannique                                                | 95  |        |